# Stazione meteorologica di Massa Marittima
La stazione meteorologica di Massa Marittima è la stazione meteorologica di riferimento relativa alla cittadina di Massa Marittima.

## Coordinate geografiche
La stazione meteorologica è situata nell'Italia centrale, in Toscana, in provincia di Grosseto, nel comune di Massa Marittima, a 370 metri s.l.m. e alle coordinate geografiche 43°03′N 10°53′E.

## Dati climatologici 1961-1990
Secondo i dati medi del trentennio 1961-1990, la temperatura media del mese più freddo, gennaio, si attesta a 4,7 °C; mentre quella del mese più caldo, luglio, è di +22,7 °C.
Le precipitazioni medie annue si attestano a 897 mm, mediamente distribuite in 91 giorni di pioggia, con minimo in estate, picco massimo in autunno per gli accumuli e in inverno per il numero di eventi piovosi.
| MASSA MARITTIMA (1961-1990) | Mesi | Mesi | Mesi | Mesi | Mesi | Mesi | Mesi | Mesi | Mesi | Mesi | Mesi  | Mesi  | Stagioni | Stagioni | Stagioni | Stagioni | Anno  |
| MASSA MARITTIMA (1961-1990) | Gen  | Feb  | Mar  | Apr  | Mag  | Giu  | Lug  | Ago  | Set  | Ott  | Nov   | Dic   | Inv      | Pri      | Est      | Aut      | Anno  |
| --------------------------- | ---- | ---- | ---- | ---- | ---- | ---- | ---- | ---- | ---- | ---- | ----- | ----- | -------- | -------- | -------- | -------- | ----- |
| T. max. media (°C)          | 9,0  | 9,9  | 12,8 | 16,9 | 21,1 | 25,3 | 28,4 | 28,1 | 25,2 | 19,8 | 14,3  | 10,5  | 9,8      | 16,9     | 27,3     | 19,8     | 18,4  |
| T. min. media (°C)          | 0,4  | 1,0  | 3,3  | 6,5  | 10,4 | 13,8 | 17,1 | 16,7 | 14,3 | 10,4 | 6,3   | 2,4   | 1,3      | 6,7      | 15,9     | 10,3     | 8,6   |
| Precipitazioni (mm)         | 81,5 | 76,2 | 74,1 | 68,5 | 68,1 | 52,3 | 32,5 | 39,5 | 78,4 | 93,1 | 124,1 | 108,3 | 266,0    | 210,7    | 124,3    | 295,6    | 896,6 |
| Giorni di pioggia           | 9    | 9    | 9    | 9    | 8    | 6    | 3    | 4    | 6    | 7    | 11    | 10    | 28       | 26       | 13       | 24       | 91    |

## Temperature estreme mensili dal 1931 al 1998
Di seguito sono riportati i valori estremi mensili delle temperature massime e minime registrate dal 1931 al 1998.
In base alle suddette rilevazioni, la temperatura massima assoluta è stata registrata nel luglio 1983 con +40,0 °C, mentre la minima assoluta di -12,0 °C è datata gennaio 1963.
| MASSA MARITTIMA (1931-1998) | Mesi         | Mesi         | Mesi        | Mesi        | Mesi        | Mesi        | Mesi        | Mesi        | Mesi        | Mesi        | Mesi        | Mesi        | Stagioni | Stagioni | Stagioni | Stagioni | Anno  |
| MASSA MARITTIMA (1931-1998) | Gen          | Feb          | Mar         | Apr         | Mag         | Giu         | Lug         | Ago         | Set         | Ott         | Nov         | Dic         | Inv      | Pri      | Est      | Aut      | Anno  |
| --------------------------- | ------------ | ------------ | ----------- | ----------- | ----------- | ----------- | ----------- | ----------- | ----------- | ----------- | ----------- | ----------- | -------- | -------- | -------- | -------- | ----- |
| T. max. assoluta (°C)       | 19,0 (1972)  | 22,0 (1990)  | 24,2 (1968) | 27,2 (1968) | 32,2 (1931) | 35,5 (1998) | 40,0 (1983) | 38,5 (1981) | 35,5 (1975) | 29,1 (1970) | 24,3 (1969) | 21,0 (1979) | 22,0     | 32,2     | 40,0     | 35,5     | 40,0  |
| T. min. assoluta (°C)       | −12,0 (1963) | −10,6 (1956) | −8,8 (1963) | −4,1 (1956) | −1,0 (1957) | 6,0 (1953)  | 9,6 (1948)  | 9,2 (1995)  | 5,2 (1936)  | 0,0 (1956)  | −3,8 (1955) | −8,2 (1961) | −12,0    | −8,8     | 6,0      | −3,8     | −12,0 |